# Lijst van rijksmonumenten in Zandoerle
De plaats Zandoerle telt 8 inschrijvingen in het rijksmonumentenregister. Hieronder een overzicht.
| Object | Oorspronkelijke functie? | Bouwjaar | Architect | Locatie       | Coördinaten?                  | Nr.?  | Afbeelding |
| --- | ------------------------ | -------- | --------- | ------------- | ----------------------------- | ----- | --- |
| OLV van 't Zand | Kapel                    | 1807     |           | Zandoerle     | 51° 24' 50" NB, 5° 21' 33" OL | 37050 | Meer afbeeldingen |
| Boerderij van het Noord-Brabantse langgeveltype | Boerderij                |          |           | Zandoerle 26  | 51° 24' 51" NB, 5° 21' 33" OL | 37052 | Meer afbeeldingen |
| Boerderij van het Noord-Brabantse langgeveltype | Boerderij                | 1865     |           | Zandoerle 30  | 51° 24' 52" NB, 5° 21' 33" OL | 37053 | Meer afbeeldingen |
| Boerderij op T-vormige plattegrond, dwarshuis met stal loodrecht daarop | Boerderij                |          |           | Zandoerle 34  | 51° 24' 53" NB, 5° 21' 32" OL | 37055 | Boerderij op T-vormige plattegrond, dwarshuis met stal loodrecht daarop |
| Boerderij van het Noord-Brabantse langgeveltype, tot bungalow ingericht, waartoe het woonhuis tot een groot vertrek is uitgebroken, met behoud van de balklagen en gesneden sleutelstukken | Boerderij                |          |           | Zandoerle 36  | 51° 24' 53" NB, 5° 21' 31" OL | 37056 | Boerderij van het Noord-Brabantse langgeveltype, tot bungalow ingericht, waartoe het woonhuis tot een groot vertrek is uitgebroken, met behoud van de balklagen en gesneden sleutelstukken |
| Dingbank | Boerderij                |          |           | Zandoerle 15  | 51° 24' 53" NB, 5° 21' 30" OL | 37057 | Meer afbeeldingen |
| Boerderij van het Noord-Brabantse langgeveltype | Boerderij                |          |           | Zandoerle 17  | 51° 24' 55" NB, 5° 21' 29" OL | 37058 | Meer afbeeldingen |
| Boerderij van het Noord-Brabantse langgeveltype | Boerderij                |          |           | Paddevenweg 2 | 51° 24' 56" NB, 5° 21' 27" OL | 37059 | Meer afbeeldingen |